# Vögelesmühle
Vögelesmühle ist ein Gemeindeteil der Gemeinde Haldenwang im Landkreis Oberallgäu.

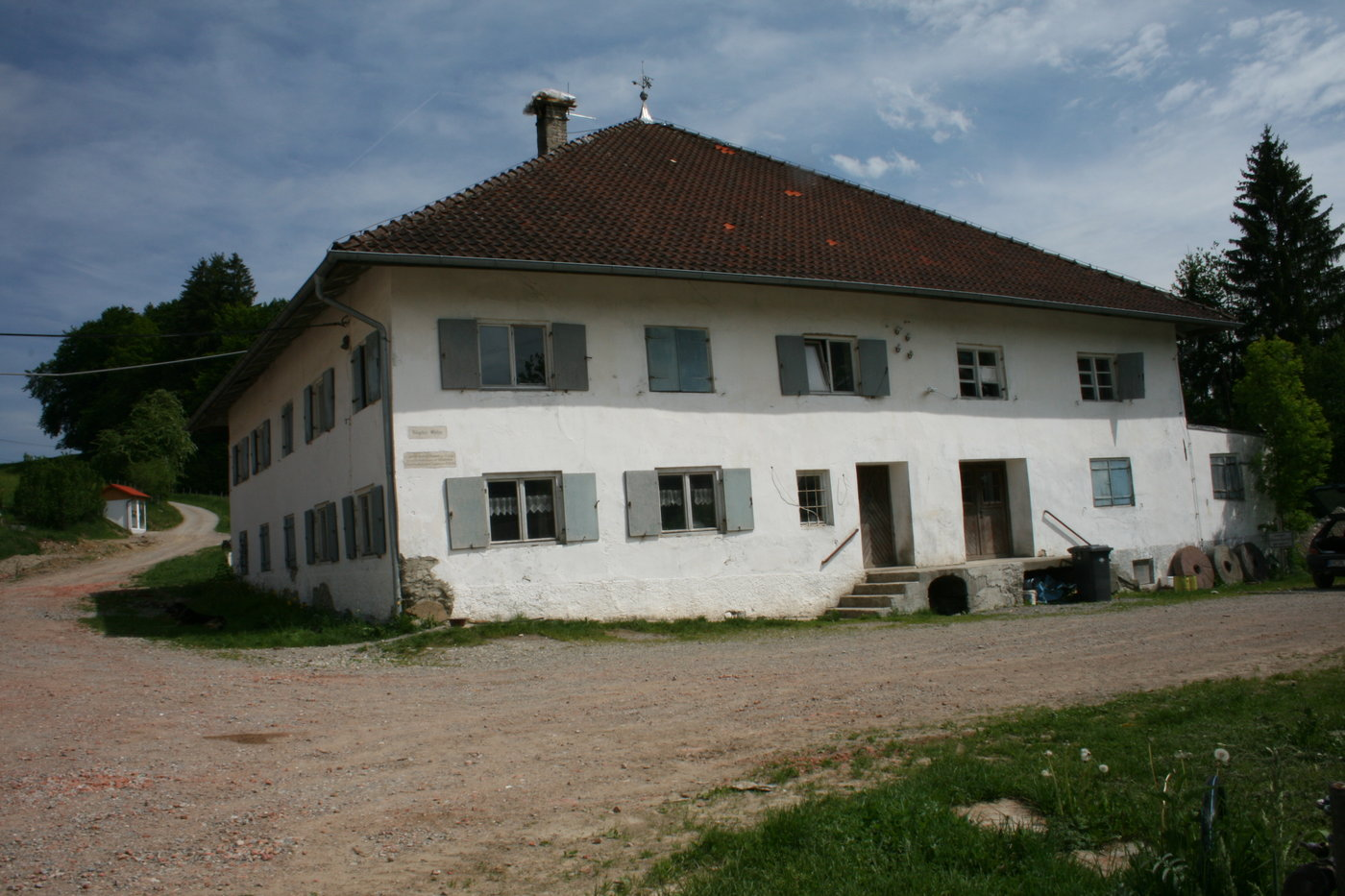
Frontansicht der Vögelesmühle

## Lage
Die aus dem 14. Jahrhundert stammende Mühle liegt im Süden des Gemeindegebietes an der Leubas, direkt an der Gemeindegrenze zu Kempten. Sie ist über eine Straße von der Kreisstraße OA 12 aus zu erreichen, von den umliegenden Ortschaften aus über diverse Feldwege.

## Überlieferte Geschichte

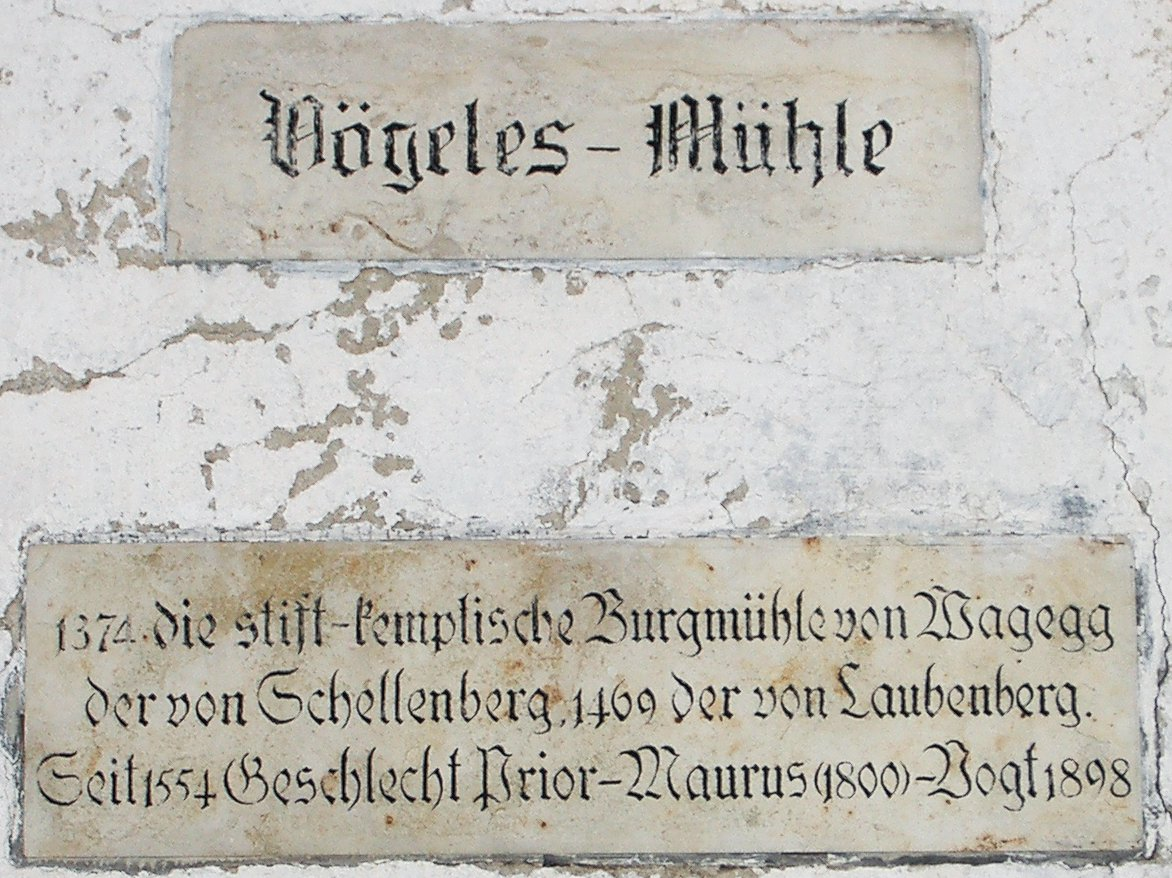
Hauswandinschrift der Vögelesmühle

Die Mühle wurde um 1374 als stiftkemptische Burgmühle zu Wagegg erbaut.
Aus diesem Jahr ist auch ihre erste Nennung als „zem Vogellis“. Heinrich von Ysenburg der Ältere verkauft 1443 an den angesehenen Bürger Martin Engelschalk von Augsburg die Mühle zum Vogilins um 8000 fl Gulden und dieser als Herr von Wagegk (Wagegg) leiht sie wiederum 1454 auf zehn Jahre, von denen aber schon drei vorüber sind, an Jos Brenberg gegen 13 fl Rheinisch (gemeint ist der Geldwert).
Ritter Karl von Laubenberg, 1572 Herr zu Wagegg, leiht seinem Leibeigenen Hans Brüer auf sein Lebtag die Vogelinsmühle.
Merkwürdigerweise schwankt die Pfarreizugehörigkeit zwischen Lauben 1394 und St. Mang 1593, im letzteren Falle wird sie dem Ort Bockarten zugerechnet. Zeitweise war sie Burgmühle der einen Kilometer westlich gelegenen Burg Wagegg.

### Deutung des Ortsnamens
Eine Familie Vögelin prägte die Einödbenennung, Mühle ist ein späterer Zusatz.

### Berichte über nicht alltägliche Vorkommnisse

#### Den 11. Marti Anno 1631
Item Hansen Priors, genannt Vogelinsmiller, Supplication contra Hansen Holzhayen uffm Bogenriedt (bei Betzigau), welchen er mit Straichen übel tractiert und hierber sich mit ihme uff 100 fl verglichen, daran er bereits 65 fl erlegt, mit underthäniger Bitt,
ihme, Priorn von dem Überrest in Gnaden ledig zu erkennen. Sodann sein, Hans Holzhayen Gegenklag und Bitten, dass er, Vegelinsmiller, den Verglich zu halten und die 100 fl völlig zu bezahlen schuldig sein solle.
Ordinari Hofrat (regelmäßige Sitzung des Hofgerichts), gehalten Freytag, den 17ten Febr. 1645.
Hans Prier, Vögelinsmiller, Haldenwanger Pfarr, ist stark verwiesen worden, dass er in der Luibas (Leubas) ziemblich Fisch fange, selbige aber in der Stadt verkauft, so ihme keineswegs gebühre. Soll sich dessen mäßigen und bei großer Straf, was er fange, hierhero liefern.

#### Den 18. Octobris 1652
Umgekommen ist durch den neugemachten Wer (Wehr (Wasserbau)) vor dem hauß ligende grindel (Wasserloch am Überlauf im Bach) bei der Mühle das sieben Jahre alte Mäddchen Maria Brier, Kind der Eheleute Johann Brier und Christina Holzmyllerin aus der Vögelis-
myhlen, Pfarrei Haldenwang und wurde darauf nach christlichem Brauch auf dem Friedhof zu Haldenwang begraben.

#### Den 8. Febr. Anno 1656
Hans Prior, Miller zum Vögelins, Haldenwanger Pfarr, soll jährlich aus seiner Mihlin 31 fl und aus seinem andern Güetlin Grasgeld 58 Kreuzer, 4 Viertel Kernen (95,4 l Korn), 1 1/2 Malter Haber (400 l) geben. Weilen er viel Baukösten dies Jahr an seiner Mihlin anwenden miesse und damit er seinen Sohn unwiederbringlichen Schaden von dem Studirn nit nehmben därfe, ist ihme Nachlass genehmigt.

#### Den 26. Augusti Anno 1662
Magister Balthasar Priors aus der Vögelinsmihlin, Haldenwanger Pfarr, ist daco gratis (heute unentgeltlich) gnädig entlassen und ist ihme der Freibrief gnädig erteilt. Es seind auch seiner ehelichen Geburt halber dato Zeugen erschienen und vernommen worden
Geörg Fleschuetz, Hauptmann und Georg Unglerth, beede zu Berwang.
„Magister Balthasar Brier, Haldenwangenis“ Philosophie und Moral in Salzburg. Die übrigen theologischen Studien wies er in Freiburg nach. Seine Weihe zum Priester empfing er 1663. An seinem letzten Wirkungsort Probstried starb er 1714.

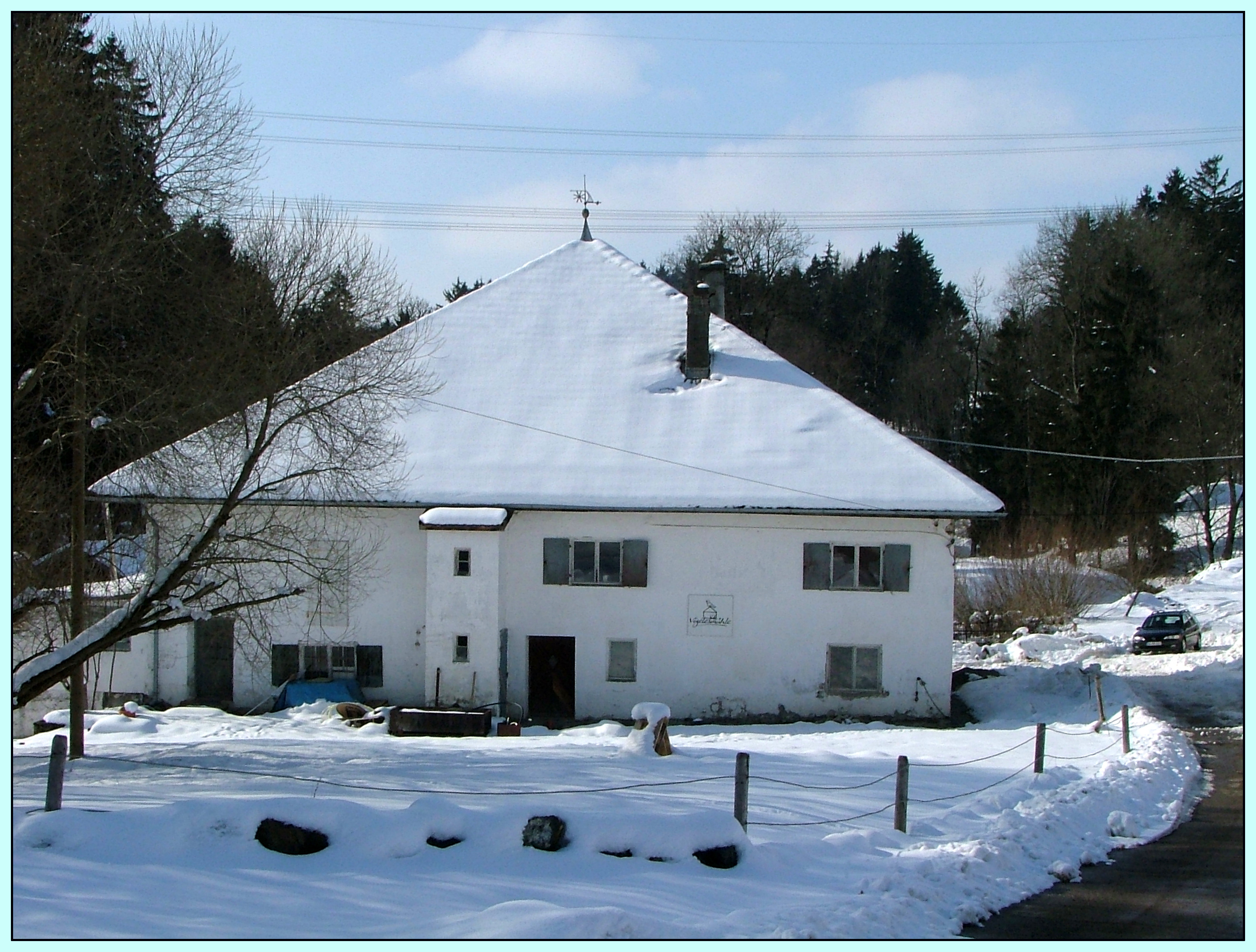
Vögelesmühle im Winter

## Heute
Heute ist in dem Anwesen eine Karderei (Spinnerei) ansässig. Das Gebäude, ein zweigeschossiger Zeltdachbau vom Ende des 18. Jahrhunderts, im Kern älter, steht unter Denkmalschutz.